# Ed Greenwood
Ed Greenwood (1959. július 21. –) kanadai író, könyvtáros tisztviselő, aki a Forgotten Realms világát alkotta meg a Dungeons & Dragons (D&D) szerepjáték rendszerében.
Ed Greenwood és Jeff Grubb együttes erővel tették hivatalossá a Forgotten Realmst 1987-ben, bár Ed otthoni D&D játékaira 1975-től kezdve már ezt a világot használta. A Forgotten Realms hatalmas sikert aratott. Greenwood legismertebb karaktere a varázsló Elminster lett, akit (a TSR kérésére) ő testesített meg egy jó pár évig a találkozók alkalmával.
Az Forgotten Realms megjelenése óta Ed sok, e világban játszódó regényt írt (lásd a listát). Bizonyos jogokat magának tart meg a Forgotten Realms világával kapcsolatosan, de alapjában véve szabadúszó író.

## Művei
Magyarul még meg nem jelent művek:
- Shandril's Saga
  - Spellfire (1988)
  - Crown of Fire (1994)
  - Hand of Fire (2002)
- The Shadow of the Avatar Trilogy
  - Shadows of Doom (1995)
  - Cloak of Shadows (1995)
  - All Shadows Fled (1995)
- The Harpers
  - Crown of Fire (1994)
  - Stormlight (1996)
- Double Diamond Triangle Saga
  - The Mercenaries (1998)
  - The Diamond (1998)
- Sembia
  - "The Burning Chalice" – The Halls of Stormweather: A Novel in Seven Parts (2000)
- Egyéb
  - Silverfall: Stories of the Seven Sisters (1999)

### Antológiákban megjelent novellák
- "Elminster at the Mage Fair" – Realms of Valor (1993)
- "So High A Price" – Realms of Infamy (1994)
- "The Eye of the Dragon" – Realms of Magic (1995)
- "A Slow Day In Skullport" – Realms of the Underdark (1996)
- "The Whispering Crown" – Realms of the Arcane (1997)
- "The Place Where Guards Snore at their Posts" – Realms of the Deep (2000)
- "When Shadows Come Seeking A Throne" – Realms of Shadow (2002)

### Egyéb, nem a Forgotten Realms világában játszódó művek
- Band of Four Series
  - The Kingless Land (2000)
  - The Vacant Throne (2001)
  - A Dragon's Ascension (2002)
  - The Dragon's Doom (2003)
  - The Silent House: A Chronicle of Aglirta (2004)

### Magyarul
- Elminster-sorozat
  - Elminster: egy mágus születése; ford. Sziklai Péter; Delta Vision, Bp., 2001
  - Elminster Myth Drannorban; ford. Habony Gábor; Delta Vision, Bp., 2002
  - Elminster megkísértése; ford. Habony Gábor; Delta Vision, Bp., 2002
  - Elminster a Pokolban; ford. Vitális Szabolcs; Delta Vision, Bp., 2002
  - Elminster lánya; ford. Vitális Szabolcs; Delta Vision, Bp., 2004
- A Cormyr-saga (társszerző Troy Denning)
  - Ed Greenwood–Jeff Grubb: Cormyr – a regény; ford. Kollár Emese; Delta Vision, Bp., 2002
  - Troy Denning: Túl a magas úton. Cormyr saga 2. rész; ford. Kollár Emese; Delta Vision, Bp., 2003
  - Ed Greenwood–Troy Denning: A sárkány halála. Cormyr saga 3. rész; ford. Kollár Emese; Delta Vision, Bp., 2003
- Egyéb
- A vihartorony; ford. Vitális Szabolcs; Delta Vision, Bp., 2005 (Sembia)

## Egyéb tevékenységek
Ed több, mint kétszáz cikket publikált a Dragon magazinba és a Polyhedron newszine-be, kiváltságos tagja a Role Playing Game Association (RPGA) hálózatának, több, mint harminc könyvet és modult írt a TSR-nek, valamint a Gen Con Game Fair díszvendége volt többször is.
Neki köszönhetjük a Forgotten Realms legtöbb kiegészítőjének létrejöttét, jópárat saját maga írt (például a Volo's Guide sorozatot). A Wizards of the Coast weblapjára is rendszeresen ír cikkeket.
A fentebb említettek mellett még könyvtáros tisztviselőként is dolgozik (néha csupán könyvtárosként is), valamint egy tucat kisebb újságot is szerkesztett. Ha éppen nem egy találkozón van jelen, régi farmházában tölti idejét Ontario határában.